# لانگ ولی (نیوجرسی)
لانگ ولی (به انگلیسی: Long Valley) یک منطقهٔ مسکونی در ایالات متحده آمریکا است که در واشینگتن، شهرستان موریس، نیوجرسی واقع شده‌است. لانگ ولی ۱۱٫۹۷۴ کیلومتر مربع مساحت و ۱٬۸۷۹ نفر جمعیت دارد و ۱۶۹ متر بالاتر از سطح دریا واقع شده‌است.